# Hugo Soares Belfaguer
D. Hugo Soares Belfaguer, também denominado como Ataulfo Soares (880 – 950), foi um fidalgo e cavaleiro medieval do Condado Portucalense de origem visigótica. Foi senhor feudal de Sousa e descendente da Casa dos Sousas.

## Relações familiares
Foi filho de D. Sueiro Belfaguer (875 -925) e de Munia Ribeiro (c. 875 -?). Casou com Mendola Belfaguer (900 -?) de quem teve:
1. D. Ufo Ufes (925 -?), fidalgo que casou com Teresa Soares.